# 他火野街

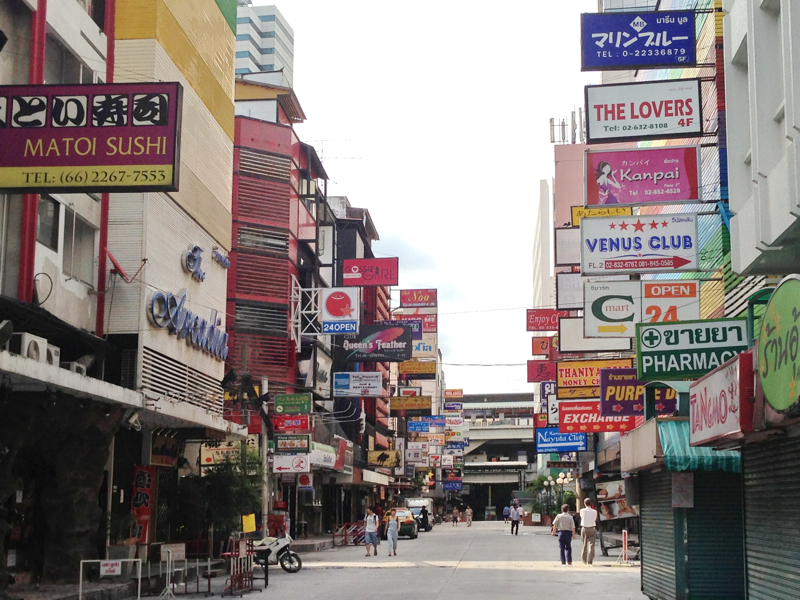

他火野街，是一條位於泰國首都曼谷挽叻縣的橫街。

## 概要
遍布針對日本觀光客的日式夜總會、料理、居酒屋、卡拉OK及酒吧。

## 外部連結
- 他火野街位置圖
- 介紹他火野卡拉OK的照片冊（页面存档备份，存于）